# Troy Terry
Pour les articles homonymes, voir Terry.
Troy Nathan Terry (né le 10 septembre 1997 à Denver dans l'État du Colorado aux États-Unis) est un joueur professionnel américain de hockey sur glace. Il évolue au poste de centre.

## Biographie
Repêché au cinquième tour par les Ducks d'Anaheim, au 148e rang, lors du repêchage d'entrée dans la LNH 2015, il rejoint les rangs universitaires en s'alignant pour les Pioneers de l'Université de Denver. Durant sa troisième saison avec les Pioneers, il prend part avec l'équipe des États-Unis aux Jeux olympiques d'hiver de 2018 se tenant à Pyeongchang en Corée du Sud.
Le 26 mars 2018, il signe avec les Ducks et le lendemain, il joue son premier match dans la LNH, contre les Canucks de Vancouver.
Terry signe une prolongation de contrat de 7 ans avec les Ducks d'Anaheim le 2 août 2023, contrat qui lui rapportera 49 millions de dollars américain (USD). 

## Statistiques

### En club
| Saison     | Équipe                         | Ligue      |     | Saison régulière | Saison régulière | Saison régulière | Saison régulière | Saison régulière |   | Séries éliminatoires | Séries éliminatoires | Séries éliminatoires | Séries éliminatoires | Séries éliminatoires |
| Saison     | Équipe                         | Ligue      | PJ  | B                | A                | Pts              | Pun              | PJ               | B | A                    | Pts                  | Pun                  |                      |                      |
| 2013-2014  | Ice de l'Indiana               | USHL       | 1   | 0                | 0                | 0                | 0                | -                | - | -                    | -                    | -                    |                      |                      |
| 2014-2015  | U.S. National Development Team | USHL       | 25  | 6                | 8                | 14               | 4                | -                | - | -                    | -                    | -                    |                      |                      |
| 2015-2016  | Université de Denver           | NCHC       | 41  | 9                | 13               | 22               | 8                | -                | - | -                    | -                    | -                    |                      |                      |
| 2016-2017  | Université de Denver           | NCHC       | 35  | 22               | 23               | 45               | 22               | -                | - | -                    | -                    | -                    |                      |                      |
| 2017-2018  | Université de Denver           | NCHC       | 39  | 14               | 34               | 48               | 6                | -                | - | -                    | -                    | -                    |                      |                      |
| 2017-2018  | Ducks d'Anaheim                | LNH        | 2   | 0                | 0                | 0                | 0                | -                | - | -                    | -                    | -                    |                      |                      |
| 2018-2019  | Gulls de San Diego             | LAH        | 41  | 16               | 25               | 41               | 4                | -                | - | -                    | -                    | -                    |                      |                      |
| 2018-2019  | Ducks d'Anaheim                | LNH        | 32  | 4                | 9                | 13               | 2                | -                | - | -                    | -                    | -                    |                      |                      |
| 2019-2020  | Ducks d'Anaheim                | LNH        | 47  | 4                | 11               | 15               | 6                | -                | - | -                    | -                    | -                    |                      |                      |
| 2019-2020  | Gulls de San Diego             | LAH        | 14  | 7                | 9                | 16               | 6                | -                | - | -                    | -                    | -                    |                      |                      |
| 2020-2021  | Ducks d'Anaheim                | LNH        | 48  | 7                | 13               | 20               | 18               | -                | - | -                    | -                    | -                    |                      |                      |
| 2021-2022  | Ducks d'Anaheim                | LNH        | 75  | 37               | 30               | 67               | 26               | -                | - | -                    | -                    | -                    |                      |                      |
| 2022-2023  | Ducks d'Anaheim                | LNH        | 70  | 23               | 38               | 61               | 22               |                  |   |                      |                      |                      |                      |                      |
| Totaux LNH | Totaux LNH                     | Totaux LNH | 274 | 75               | 101              | 176              | 74               | -                | - | -                    | -                    | -                    |                      |                      |

### En équipe nationale
| Année | Équipe         | Compétition                  |   | PJ | B | A | Pts | Pun           |  | Résultat |
| 2015  | États-Unis U18 | Championnat du monde -18 ans | 7 | 3  | 2 | 5 | 0   | Médaille d'or |  |          |
| 2017  | États-Unis U20 | Championnat du monde junior  | 7 | 4  | 3 | 7 | 2   | Médaille d'or |  |          |
| 2018  | États-Unis     | Jeux olympiques              | 5 | 0  | 5 | 5 | 4   | 7e place      |  |          |

## Trophées et honneurs personnels

### National Collegiate Athletic Association (NCAA)
- 2016-2017 : champion de la NCAA avec les Pioneers de Denver
- 2017-2018 :
  - nommé dans la première équipe d'étoiles de la NCHC
  - nommé dans la deuxième équipe d'étoiles de la région Ouest de la NCAA

### Ligue nationale de hockey (LNH)
- 2021-2022 : participe au 66e Match des étoiles (1)
- 2022-2023 : participe au 67e Match des étoiles (2)